# Paul Fusco
Paul Fusco (New Haven, Connecticut, 29 de janeiro de 1953) é um marionetista, roteirista, e produtor de televisão estadunidense, famoso principalmente por ser o criador e por dar voz e manipular o personagem título da série de TV Brasil: ALF o ETeimoso / Portugal: ALF o Extraterrestre.Também formou a empresa de produção Alien Productions, com Tom Patchett e Bernie Brillstein.

## Carreira
Quando estudante, Paul Fusco trabalhou no departamento audiovisual da Hamden High School, em Hamden, Connecticut, onde iniciou seu interesse por televisão e cinema. Seu início de carreira teve inicio com uma performance em um programa infantil de um canal de televisão local e vários outros trabalhos que incluíram tanto marionetes quantos apresentações de mágica e ventriloquismo. No início da década de 1980, ele conheceu os construtores de marionetes e colegas bonequeiros Bob Fappiano e Lisa Buckley, e se juntou a sua equipe. Juntos realizaram vários trabalhos especiais para a HBO, Showtime e outras emissoras.

### ALF
Fusco criou o personagem ALF em 1984 usando um boneco de aparência alienígena que estava pendurado em um canto de sua casa e que ele usou para amolar sua família e amigos. Ele procurou criar um show de TV baseado no personagem e, através de Bernie Brillstein, encontrou Tom Patchett, e juntos desenvolveram o conceito por trás da futura série. Apresentaram a ideia para Brandon Tartikoff, da NBC, que amou o projeto e autorizou a produção. ALF foi um grande sucesso, tendo início em 1986 e durando um total de 4 temporadas, com 99 episódios produzidos.
Fusco também criou e produziu duas séries animadas para a NBC: ALF: The Animated Series e ALF Tales. Uma co-produção de DIC Entertainment, Alien Productions, Lorimar-Telepictures e Saban Entertainment, os cartoons retratavam ALF e sua família vivendo em Melmac antes da explosão do planeta. Segmentos de animação eram apresentados por ALF em uma sequencia em live action, onde o boneco lia cartas de telespectadores e contava histórias sobre a vida na volta para casa. Space Cats, um show produzido por Paul Fusco em associação com a Marvel Productions, também apresentado pela NBC no início da década de 1990, foi outra mistura de live action e animação.
A NBC inesperadamente cancelou ALF em 1990 após a produção da quarta temporada, deixando o episódio final ("Consider Me Gone") como um momento de angústia não intencional. A ABC ofereceu a Fusco um fechamento para o arco da história e produziu um filme para televisão em 1996 chamado Project ALF, coestrelado por Martin Sheen. O filme (produzido pela Paul Fusco Productions) mostra ALF escapando de uma base militar onde havia sido mantido para testes, mas os cientistas que ele acha que vão ajudá-lo estão realmente conspirando para expor a sua existência para o mundo em um talk show.
ALF também apresentou seu talk show próprio em 2004, o ALF's Hit Talk Show. O programa era uma mistura de bate-papo com celebridades e esquetes filmadas em frente de uma plateia ao vivo a partir de Sunset Boulevard, em Hollywood.

## Créditos
- ALF: The Movie (Anunciado)
- The Hub's ALF Week (2012)
- Good Morning America (1 episódio, 2011)
- The O'Reilly Factor (1 episódio, 2007)
- ALF's Hit Talk Show (7 episódios, 2004)
- Hollywood Squares (2004)
- TV Land Awards: A Celebration of Classic TV (2003)
- NBC 75th Anniversary Special (2002)
- The Cindy Margolis Show (1 episódio, 2000)
- The Love Boat: The Next Wave (1 episódio, 1999)
- Project ALF (1996)
- Spacecats (1991)
- Blossom (1 episódio, 1991)
- A Very Retail Christmas (1990)
- Cartoon All-Stars to the Rescue (1990)
- ALF Tales (1988)
- Matlock (1 episódio, 1987)
- ALF: The Animated Series (1987)
- ALF (99 episódio, 1986–1990)
- Dumbo's Circus (1985)
- A Thanksgiving Tale (1983)
- A Far Out Fourth (1983)
- An Easter Story (1983)
- Santa's Magic Toy Bag (1983)
- The Valentine's Day that Almost Wasn't (1982)
- The Crown of Bogg (1981)